# أليس الأطلس الصحراوي
أليس الأطلس الصحراوي (باللاتينية: Alyssum antiatlanticum) نوع نباتي يتبع جنس الأليس من الفصيلة الكرنبية.

## البيئة والانتشار
موطنه المغرب العربي.